# 246
Évszázadok: 2. század – 3. század – 4. század
Évtizedek: 190-es évek – 200-as évek – 210-es évek – 220-as évek – 230-as évek – 240-es évek – 250-es évek – 260-as évek – 270-es évek – 280-as évek – 290-es évek
Évek: 241 – 242 – 243 – 244 –  245 – 246 – 247 – 248 – 249 – 250 – 251

## Események

### Római Birodalom
- Caius Bruttius Praesenst és Caius Allius Albinust választják consulnak.
- Philippus Arabs császár folytatja az északi határon betörő barbárok elleni harcot. A carpusok után a Pannoniába betörő kvádokat is legyőzi.

### Korea
- A Vej hadserege elől elmenekülő Tongcshon kogurjói király visszatér korábbi fővárosába, Hvandóba, amelyet azonban a kínaiak leromboltak, ezért egy másik városba helyezi át székhelyét.
- Koi pekcsei király betör a kogurjói háború miatt őrizetlenül maradt veji határvidékre és nagyszámú foglyot ejt, de aztán az ellentámadástól tartva szabadon engedi őket.

## Születések
- Cao Huan, Vej császára

## Fordítás
Ez a szócikk részben vagy egészben  a(z)   246 című angol Wikipédia-szócikk ezen változatának fordításán alapul.  Az eredeti cikk szerkesztőit annak laptörténete sorolja fel. Ez a jelzés csupán a megfogalmazás eredetét és a szerzői jogokat jelzi, nem szolgál a cikkben szereplő információk forrásmegjelöléseként.